# Église Saint-Sébastien de Préaux-Saint-Sébastien
L'église Saint-Sébastien est une église catholique située à Préaux-Saint-Sébastien, en France.

## Localisation
L'église est située dans le département français du Calvados, sur la commune nouvelle de Livarot-Pays-d'Auge depuis le 1er janvier 2016.

## Historique
L'édifice actuel date du XVIe et du XVIIe siècle.
L'édifice est inscrit au titre des monuments historiques le 19 septembre 2012.

## Architecture

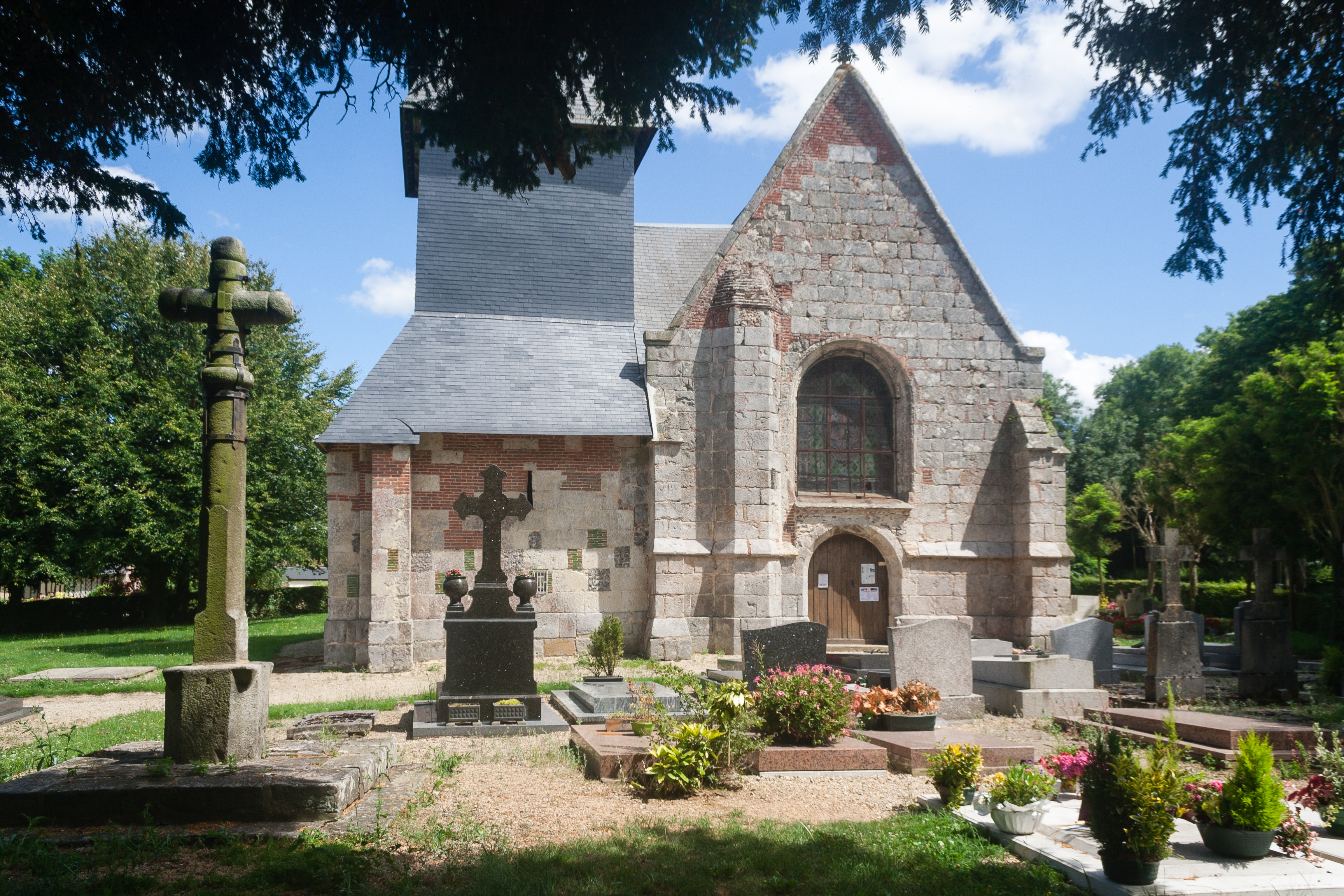
Façade de l'église Saint-Sébastien
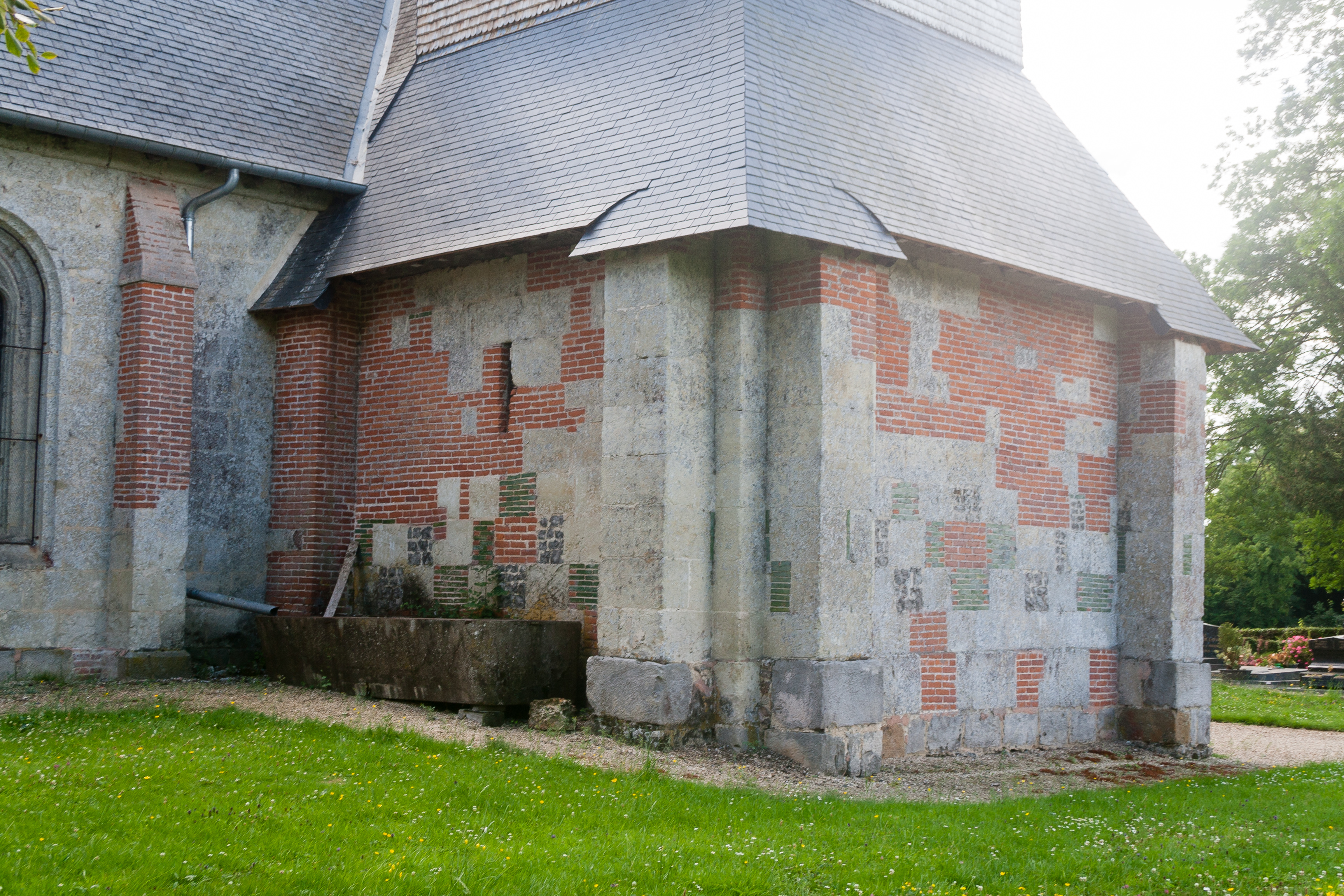
Base du clocher
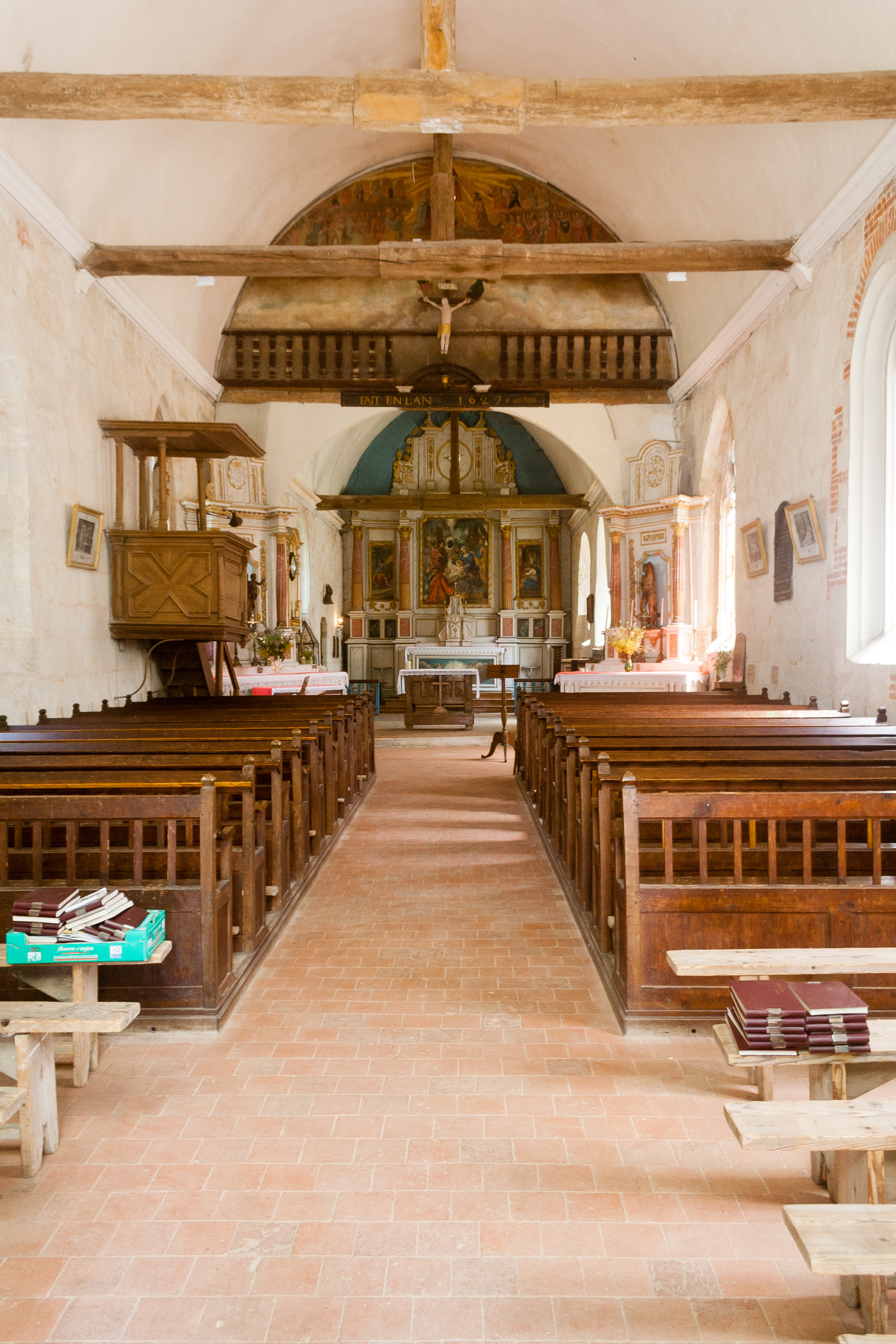
Nef de l'église Saint-Sébastien
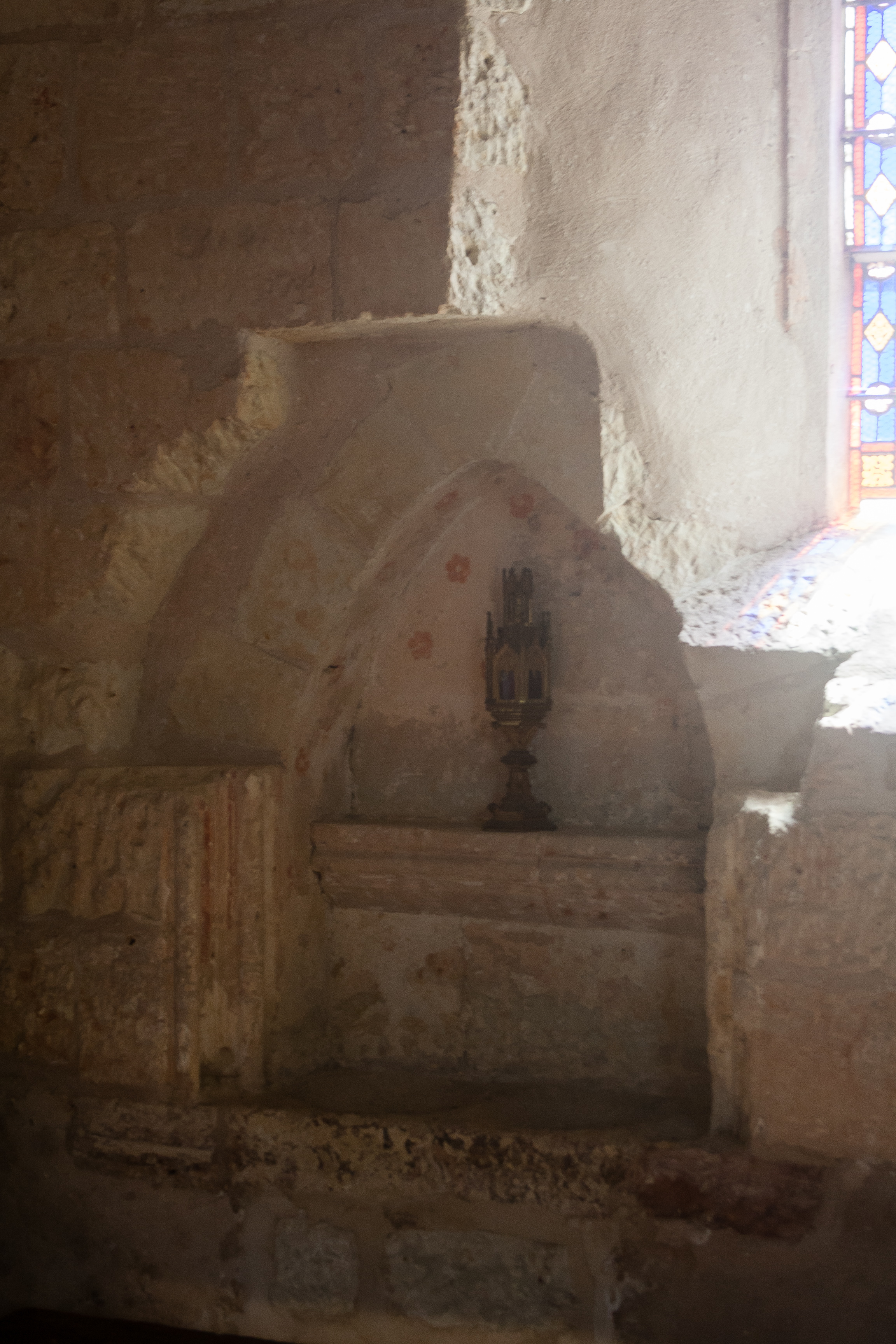
Niche romane de l'église Saint-Sébastien
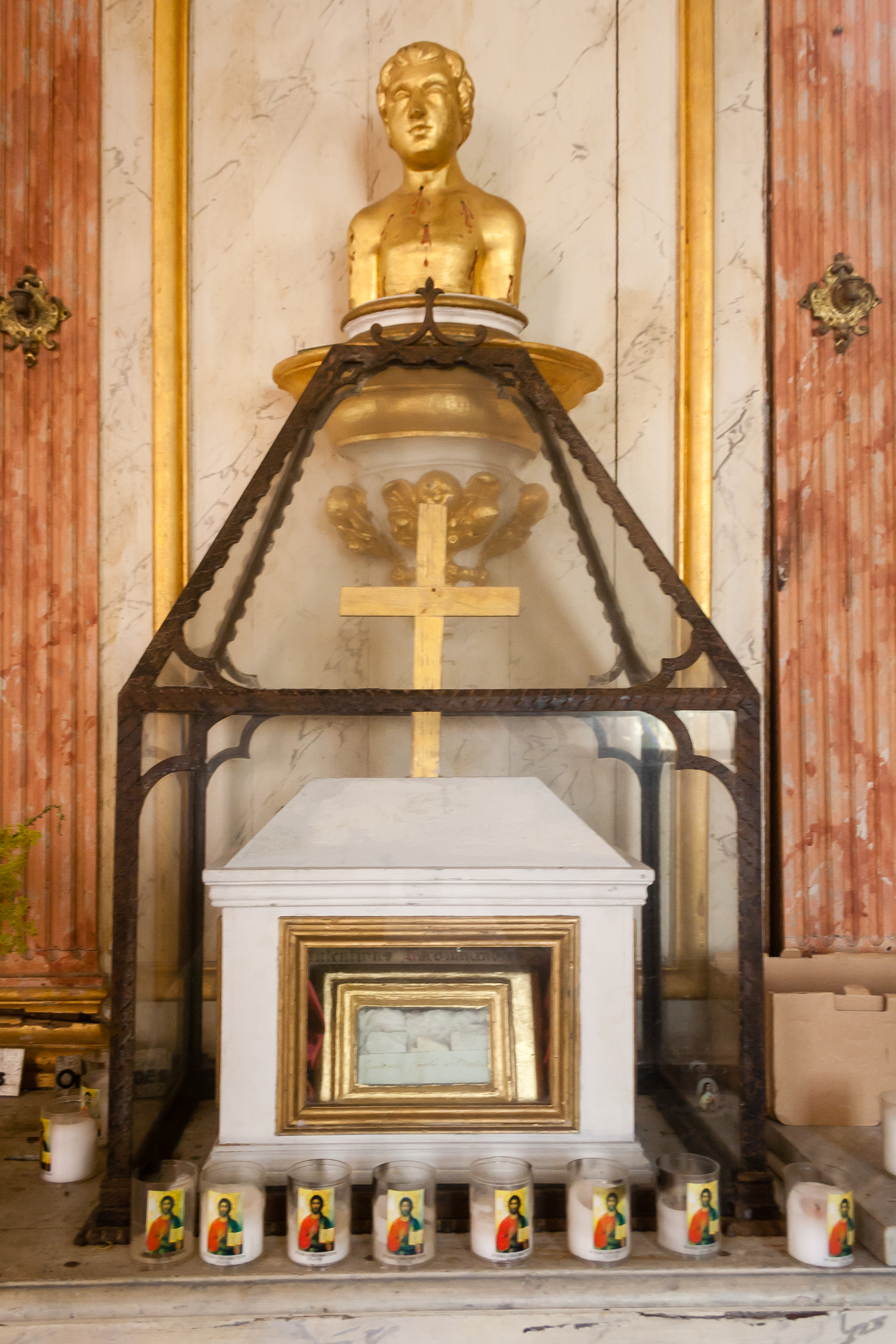
Reliquaire de saint Sébastien